# Rip McManus
Richard McManus, detto Rip (Boston, 1939 – Newton, 16 ottobre 1982), è stato uno sciatore alpino statunitense.

## Biografia

### Carriera sciistica
Sciatore polivalente originario del Connecticut e cresciuto sciisticamente a Rutland, McManus debuttò in campo internazionale in occasione dei Nor Am Championships 1959 (Squaw Valley, 21-23 febbraio), dove si classificò 19º nella discesa libera, e fu selezionato per far parte della nazionale statunitense ai IX Giochi olimpici invernali di Innsbruck 1964, ma non prese parte alle competizioni. Ottenne i suoi migliori risultati nel 1964, anno in cui si piazzò 5º nella discesa libera e nella combinata della Roch Cup (Aspen, 3-5 aprile); nel 1965 fu nuovamente 5º, ma nello slalom gigante, alla Roch Cup (Aspen, 29-31 gennaio) e vinse la medaglia d'argento nella discesa libera ai Campionati statunitensi 1965 (Crystal Mountain, 1-4 aprile), suo congedo agonistico. Non prese parte a rassegne olimpiche o iridate.

### Altre attività
Dopo il ritiro McManus lavorò come commentatore sportivo televisivo per la ABC e consulente per diverse aziende produttrici di attrezzature sportive invernali; elaborò assieme a Joe Daley il sistema di calcolo del punteggio FIS e nel 1969 partecipò come attore nel film Gli spericolati di Michael Ritchie, primo film hollywoodiano dedicato al mondo dello sci alpino. Morì nel 1982 in un incidente stradale.

## Palmarès

### Campionati statunitensi
- 2 medaglie (dati parziali):
  - 2 argenti (slalom gigante nel 1963[8]; discesa libera nel 1965[7])

## Riconoscimenti
- The Vermont Ski & Snowboard Hall of Fame (2022)[1]